# Iopolis Planum
Lo Iopolis Planum è una struttura geologica della superficie di Io.